# 유정무정 (1959년 영화)
"유정무정"은 한국에서 제작된 신경균 감독의 1959년 영화이다. 이민 등이 주연으로 출연하였고 조용진 등이 제작에 참여하였다.

## 출연

### 주연
- 이민
- 이민자
- 최무룡
- 도금봉
- 김지미

## 기타
- 조명: 이병준
- 녹음: 이경순
- 미술: 임명선